# Bisdom Pécs
Het bisdom Pécs (Latijn: Diocesis Quinque Ecclesiensis; Hongaars: Pécsi egyházmegye) is een in Hongarije gelegen rooms-katholiek bisdom met zetel in Pécs. Het bisdom behoort tot de kerkprovincie Kalocsa-Kecskemét en is samen met het Bisdom Szeged-Csanád suffragaan aan het aartsbisdom Kalocsa-Kecskemét.
Over de ontstaansgeschiedenis van het bisdom Pécs zijn meerdere verhalen in omloop. Het meest waarschijnlijke is dat koning Stefanus I van Hongarije het bisdom in het jaar 1009 stichtte, na de onderwerping van de Zwarte Magyaren (Latijn: Unri Nigri). Het gebied bestaat uit de voormalige gebieden van de overwonnen en gekerstende Magyaren. Later ontstonden hier de comitaten Tolna, Baranya, Veröcze en Pozsega. De bisschoppen van Pécs waren suffragaan aan het aartsbisdom Esztergom. Op grond van zijn kerkelijke status was de bisschop van Pécs ook lange tijd traditioneel Hoofdžupan van het comitaat Baranya (Latijn: Baraniensis perpetuus supremus comes).
De huidige bisschop van Pécs is sinds 2011 György Udvardy.

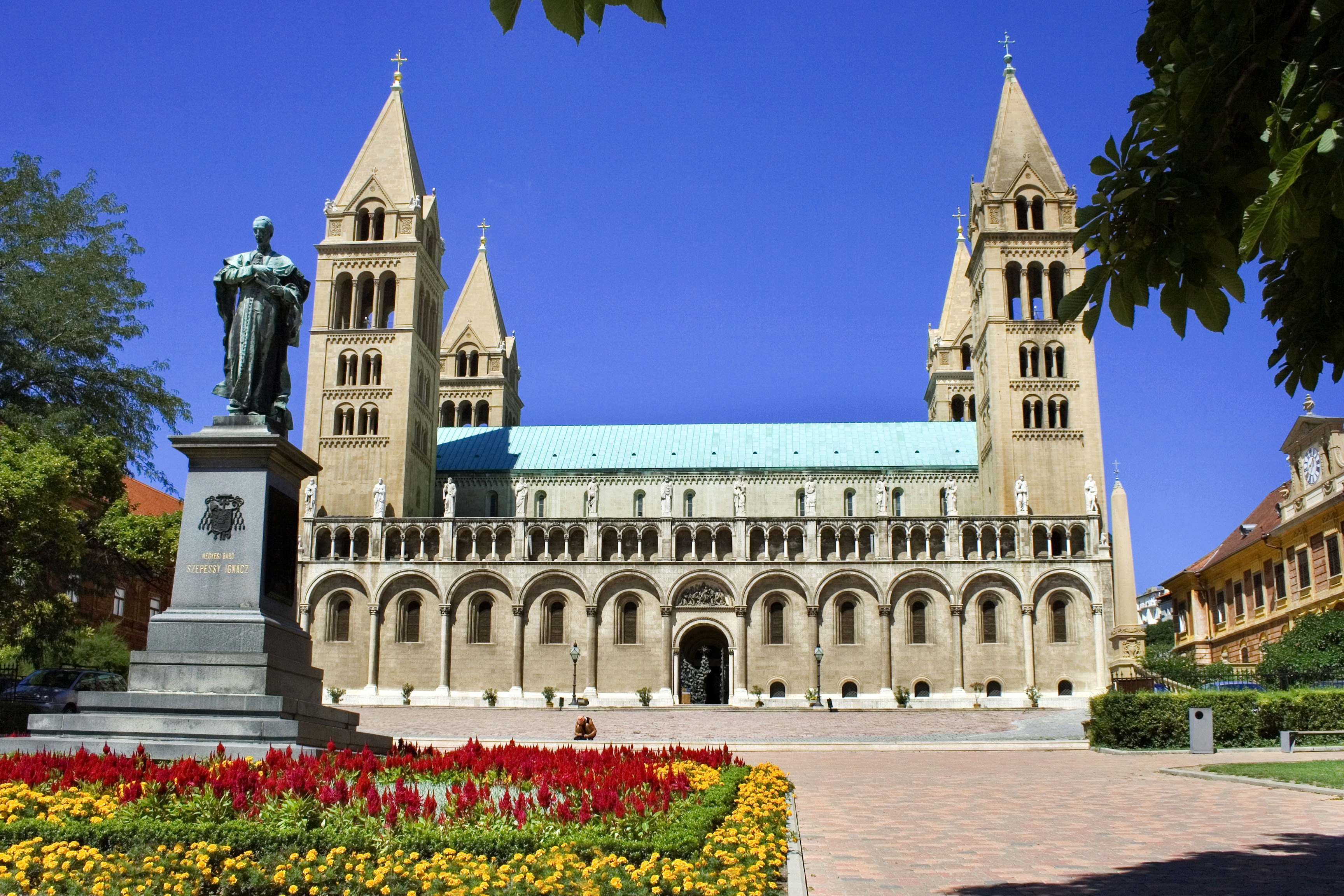
Kathedrale basiliek van Pécs
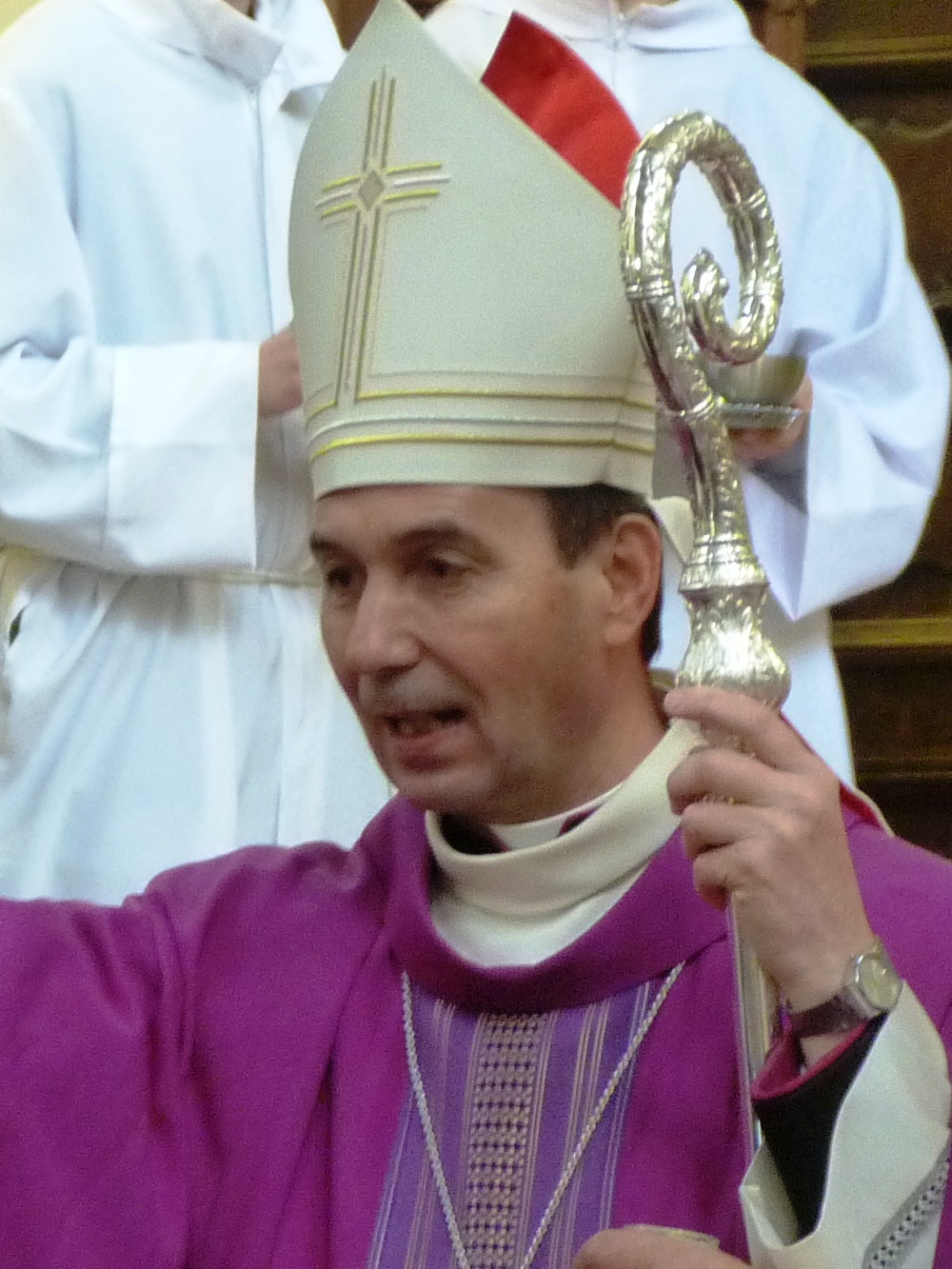
Bisschop György Udvardy